# إيفرت بيتر غرينبرغ
إيفرت بيتر غرينبرغ (بالإنجليزية: Everett Peter Greenberg)‏ (من مواليد 7 نوفمبر 1948) هو عالم الأحياء الدقيقة الأمريكي. وقد عمل أستاذاً لعلم الأحياء الدقيقة بجامعة واشنطن في سياتل منذ عام 2005. في عام 2015، كان شريكًا متلقيًا لجائزة شو في علوم الحياة والطب لعمله المتميز في استشعار النّصاب.